# Paolo Poiret
Paolo Poiret (Milano, 29 settembre 1945 – Rocca San Giovanni, 1º novembre 2015) è stato un attore, doppiatore e direttore del doppiaggio italiano.

## Biografia
Tra i numerosi attori doppiati da Paolo Poiret: Harvey Keitel, Morgan Freeman, Robert De Niro, Craig T. Nelson, Arnold Schwarzenegger, William Hurt, Nick Nolte, Liam Neeson, Patrick Stewart e Dudley Moore. È stato anche la voce di Re Cornelius nel film d'animazione Disney Taron e la pentola magica.
Per la TV ha vinto il Premio Voci nell'ombra 2002 per la miglior voce maschile – Sezione TV per il doppiaggio di Jürgen Heinrich in Wolff, un poliziotto a Berlino. Ha doppiato inoltre  James Brolin, Robert Conrad in TV e doppiato Venger nella serie animata Dungeons & Dragons.
È morto a Rocca San Giovanni il 1º novembre 2015, a 70 anni, dopo una lunga malattia.

## Filmografia

### Cinema
- La polizia ha le mani legate, regia di Luciano Ercoli (1975)
- Stark System, regia di Armenia Balducci (1980)
- Cartoline da Roma, regia di Giulio Base (2008)

### Televisione
- Bambole: scene di un delitto perfetto, regia di Alberto Negrin – miniserie TV (1980)
- Una tranquilla coppia di killer, regia di Gianfranco Albano – miniserie TV (1982)
- Il fascino dell'insolito – serie TV, episodi 3x03-3x04 (1982)
- Vuoto di memoria, regia di Piernico Solinas – film TV (1983)
- A viso coperto, regia di Gianfranco Albano – miniserie TV (1985)
- Puccini, regia di Giorgio Capitani – miniserie TV (2009)

## Teatro
- Peer Gynt di Henrik Ibsen, regia di Aldo Trionfo (1972)
- Ettore Fieramosca, regia di Aldo Trionfo (1973)
- Cyrano di Bergerac, regia di Marco Gagliardo (1973-1974)
- La parola e i fuochi, regia di Antonio Calenda (1980-1981)
- Doppio sogno di Arthur Schnitzler, regia di Giorgio Marini (1986)
- Tragedia popolare, regia di Mario Missiroli (1989)
- Vestire gli ignudi di Luigi Pirandello, regia di Marco Parodi (1992-1993)
- Grandi balene, regia di Gianfranco Calligarich (1998)

## Radio
- Isma, ovvero quel che si dice niente, regia di Giorgio Marini (2004)

## Doppiaggio

### Cinema
- Harvey Keitel in Un poliziotto fuori di testa, L'ultima tentazione di Cristo, Nowhere
- Morgan Freeman in Un posto per riposare, Conta su di me
- Robert De Niro in Brazil, Angel Heart - Ascensore per l'inferno
- Ronny Cox in Beverly Hills Cop - Un piedipiatti a Beverly Hills, Beverly Hills Cop II - Un piedipiatti a Beverly Hills II
- Craig T. Nelson in Turner e il casinaro e Poltergeist - Demoniache presenze
- William Hurt in Dentro la notizia - Broadcast News
- Steve Martin in Un biglietto in due
- Jeffrey Jones in Una pazza giornata di vacanza
- Nick Nolte in Su e giù per Beverly Hills
- Dudley Moore in La miglior difesa è... la fuga
- William Shatner in Showtime
- Josef Sommer in Witness - Il testimone
- Sam Shepard in Baby Boom
- Judd Hirsch in Teachers
- Scott Glenn in Uomini veri
- Gary Collins in Killer Fish - L'agguato sul fondo
- Patrick Stewart in Dune
- William Forsythe in Acque di primavera
- William Daniels in Sunburn - Bruciata dal sole
- Peter Coyote in Una fortuna sfacciata
- Brian Dennehy in Cocoon - Il ritorno
- Charles Cyphers in Fog
- Barry Newman in Amy
- John Kapelos in Cocaina
- Paul Gleason in Una poltrona per due
- Tony Musante in Il Papa del Greenwich Village
- Harry Dean Stanton in Alba rossa
- Richard Pasco in Gli occhi del parco
- Wolf Kahler in I predatori dell'arca perduta
- Donald Houston in Scontro di titani
- William H. Macy in Un adorabile testardo
- Matthias Hues in Bounty Tracker - Poliziotto a Los Angeles
- John Heard in Betrayed - Tradita
- Richard Pryor in Chi più spende... più guadagna!
- Kenneth McMillan in Amare con rabbia
- Martin Mull in Signori, il delitto è servito
- Kareem Abdul-Jabbar in L'aereo più pazzo del mondo
- Arnold Schwarzenegger in Yado
- Liam Neeson in Excalibur
- Tom Selleck in Tre scapoli e un bebè
- DeForest Kelley in Star Trek III: Alla ricerca di Spock
- Terry Gilliam in Monty Python - Il senso della vita
- Gérard Depardieu in Concorrenza sleale
- Tracey Walter in Il cacciatore di taglie

### Film di animazione
- Ispettore Zenigata in Lupin III - Il castello di Cagliostro (primo doppiaggio)
- Re Cornelius in Taron e la pentola magica

### Televisione
- Mike Farrell in M*A*S*H
- Richard Dean Anderson in Pandora's Clock - La Terra è in pericolo
- Klaus Wennemann in  Faber l'investigatore
- Fernando Torres in Destini

### Animazione
- Ministro Argos (2ª e 4ª voce) e Generale Rigan (ep. 20) nel Grande Mazinga[1]
- Venger in Dungeons & Dragons